# Run Run Shaw
Sir Run Run Shaw, selten auch Runrun Shaw, CBE (chinesisch 邵逸夫, Pinyin Shào Yìfū, Jyutping Siu6 Jat6fu1, Zi Rénléng 仁楞, Jyutping Jan4ling6, Hao Yìfū 逸夫, Jyutping Jat6fu1; * 23. November 1907 in Ningbo; † 7. Januar 2014 in Hongkong) war ein chinesischer Medienunternehmer und Philanthrop. 
Als bekannter Produzent der Hongkong-Filme produzierte er mehr als 200 Filme und war sowohl im Filmvertrieb, als auch als Betreiber von Kino und Fernsehanstalt tätig. Im Laufe der Jahre hat er mehrere Milliarden Hongkong-Dollar für wohltätige Zwecke und Einrichtungen wie Schulen, Universitäten sowie Krankenhäuser gespendet. Wegen seiner großzügigen Spenden befindet sich sein Name auf vielen Gebäuden in Hongkong. Seit 2004 wird jährlich der von ihm gestiftete Shaw Prize vergeben.
Er ist Nachfahre des chinesischen Philosophen Shao Yong in 33. Generation.

## Leben
Run Run Shaw war eines von sieben Kindern des Shanghaier Textilkaufmanns Shaw Yuh Hsuen (1867–1920). Er hatte fünf Brüder und eine Schwester. Er war der sechste Sohn Shaw Yuh Hsuens und der jüngste Bruder seines ältesten Sohns Runje Shaw (1896–1975). 1928 im Alter von 19 Jahren folgte Run Run Shaw seinem drittältester Bruder Runme Shaw (1901–1985) im Auftrag von Runje Shaw nach Singapur, der 1924 nach Südostasien (Nanyang) – Malaysia und Singapur – gegangen war, um einen Filmmarkt dort zu entwickeln und die Shaw Organisation zu gründen. In der Folgezeit entwickelte er ein großes Interesse am Filmgeschäft. Mit seinem Bruder gründete er 1925 in Shanghai zunächst die Unique Film Productions. Anfangs veröffentlichte das Studio chinesische Opernfilme; 1934 eröffnete Run Runs ältester Bruder Runje im Stadtteil To Kwa Wan in Kowloon ein Büro und Zweigstelle – die Unique Film Productions Hong Kong. 1937 wurde die Firma in Hongkong in South Seas Film Studio umbenannt. Der zweitälteste Bruder Runde Shaw (1898–1973) ersetzte Runje als Studiochef in Hongkong. 1958 entstanden die Shaw Brothers Productions in Sai Kung, Hongkong. Als 1967 mit dem Film The One-Armed Swordsman ein internationaler Erfolg gelang, begann eine Welle von Martial-Arts-Produktionen, die den europäischen und amerikanischen Markt erreichten; pro Jahr wurden bis zu 40 Filme vorgelegt. Im selben Jahr gründete Shaw Hongkongs zweite Fernsehanstalt und erstes kommerziell kostenloses Privatfernsehen, die heutige Television Broadcasts Limited, kurz TVB in unmittelbarer Nähe des Produktionsgelände der Shaw Brothers Productions. Die alten historische Shaw Studios produzierten bis 1987. Ein neues größeres Studiogelände mit Verwaltungsbau wurde in unmittelbarer Umgebung gebaut und eröffnet. Bis 2012 war Shaw Ehrenvorsitzender des TVB-Fernsehsender.
Shaw hat vier Kinder – zwei Söhne und zwei Töchter – und neun Enkelkinder. Er war zwei Mal verheiratet; mit Wong Mei Chun von 1937 bis zu ihrem Tod 50 Jahre später. 1997 heiratete er Mona Fong (Fong Yat-wa) (1934–2014).

## Auszeichnungen (Auswahl)
- 1974: Commander of the Order of the British Empire (CBE)
- 1977: Knight Bachelor, Erhebung in den persönlichen britischen Adelsstand durch Elisabeth II., seither Sir Run Run Shaw
- 1981: Ehrendoktor der Sozialwissenschaften der Chinesischen Universität Hongkong
- 1984: Ehrendoktor Rechtswissenschaften der Universität Hongkong
- 1990: Namensgeber des Asteroiden (2899) Runrun Shaw, 1964 entdeckt an der Sternwarte am purpurnen Berg in Nanjing
- 1998: Grand Bauhinia Medal (GBM) der Sonderverwaltungszone Hongkong
- 2006: Asia-Pacific Film Festival - Lifetime Achievement Award
- 2007: Hong Kong Film Awards - Lifetime Achievement Award
- 2013: BAFTA Special Award[12]

## Filme (Auswahl)

### Als „Presenter“
- 1974: Die 7 goldenen Vampire
- 1978: Yi ling ba
- 1981: Samen des Bösen
- 1981: One Way Only
- 1982: Hex after Hex
- 1982: The 82 Tenants
- 1983: The Lady Is the Boss
- 1985: Girl with the Diamond Slipper
- 1985: Carry on Doctors and Nurses

### Als Produzent
- 1955: Die Prinzessin Yang
- 1966: Das Schwert der gelben Tigerin (Da zui xia)
- 1968: Flower Blossoms
- 1970: Love Without End
- 1975: Cleopatra Jones gegen die Drachenlady (Cleopatra Jones and the Casino of Gold)
- 1975: In meiner Wut wieg’ ich vier Zentner (Là dove non batte il sole)
- 1977: Das Todesduell der Tigerkralle (San shao ye de jian)
- 1978: Die 36 Kammern der Shaolin (Shào Lín sān shí liù fáng)
- 1979: Meteor (Meteor)
- 1981: Blood Beach – Horror am Strand
- 1982: Blade Runner
- 1985: The Flying Mr. B

## Diverses
Ein 1964 entdeckter Asteroid – „Asteroid 2899 Runrun Shaw“ – wurde 1990 nach ihm benannt.

## Galerie

Run Run Shaw
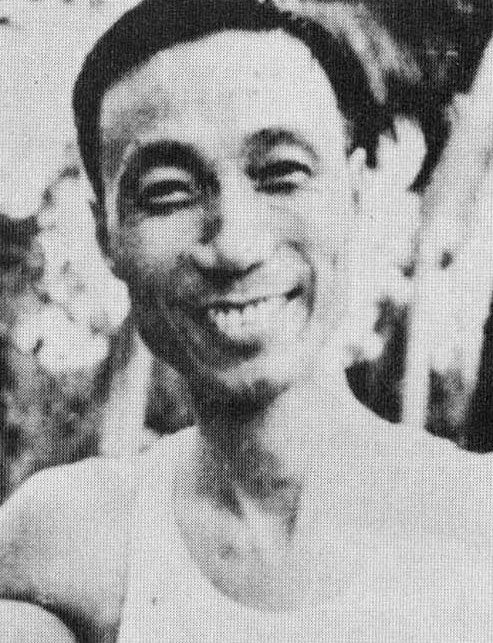
Run Run Shaw, ca. 1955
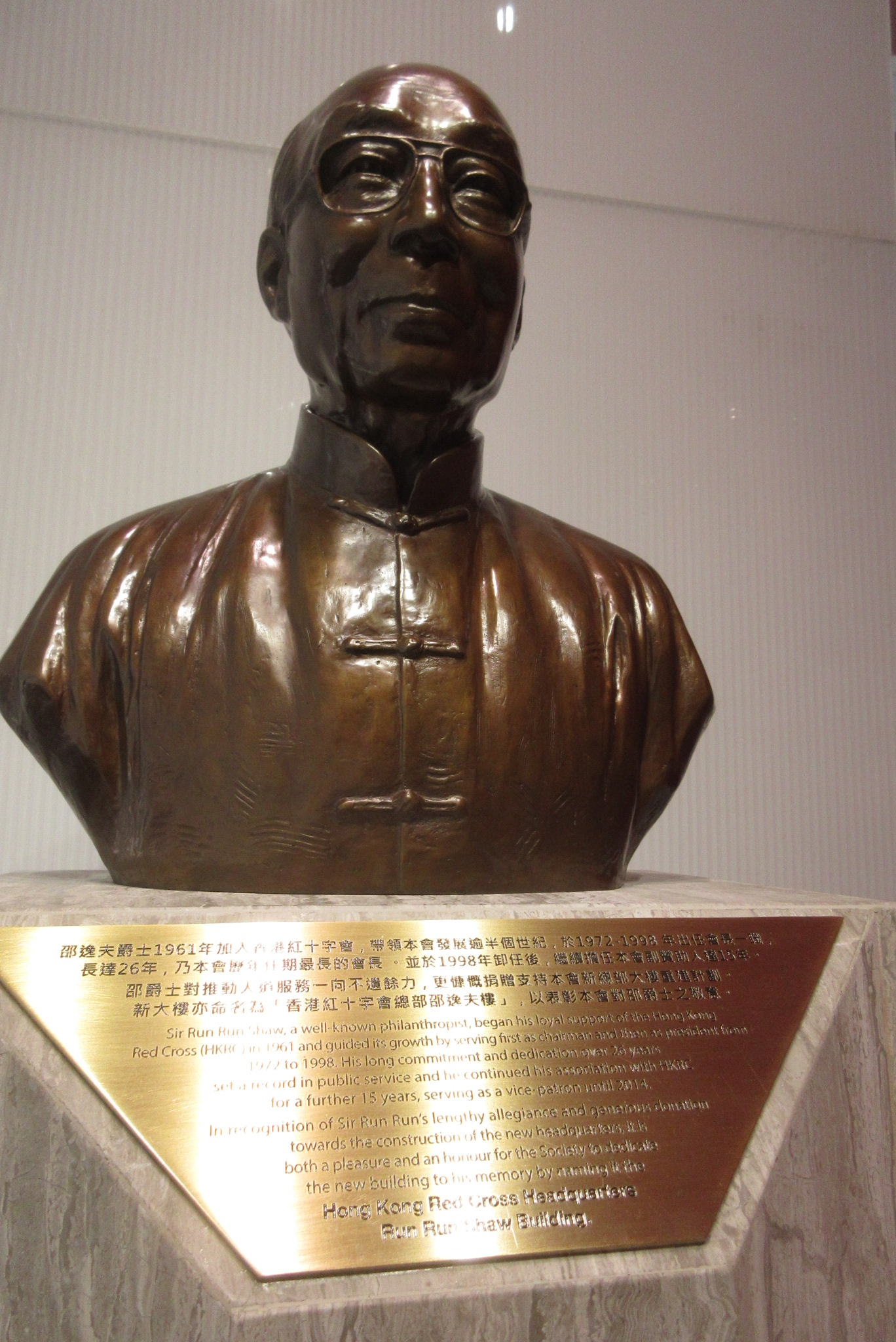
Shaw-Büste[Fn 14], 2017
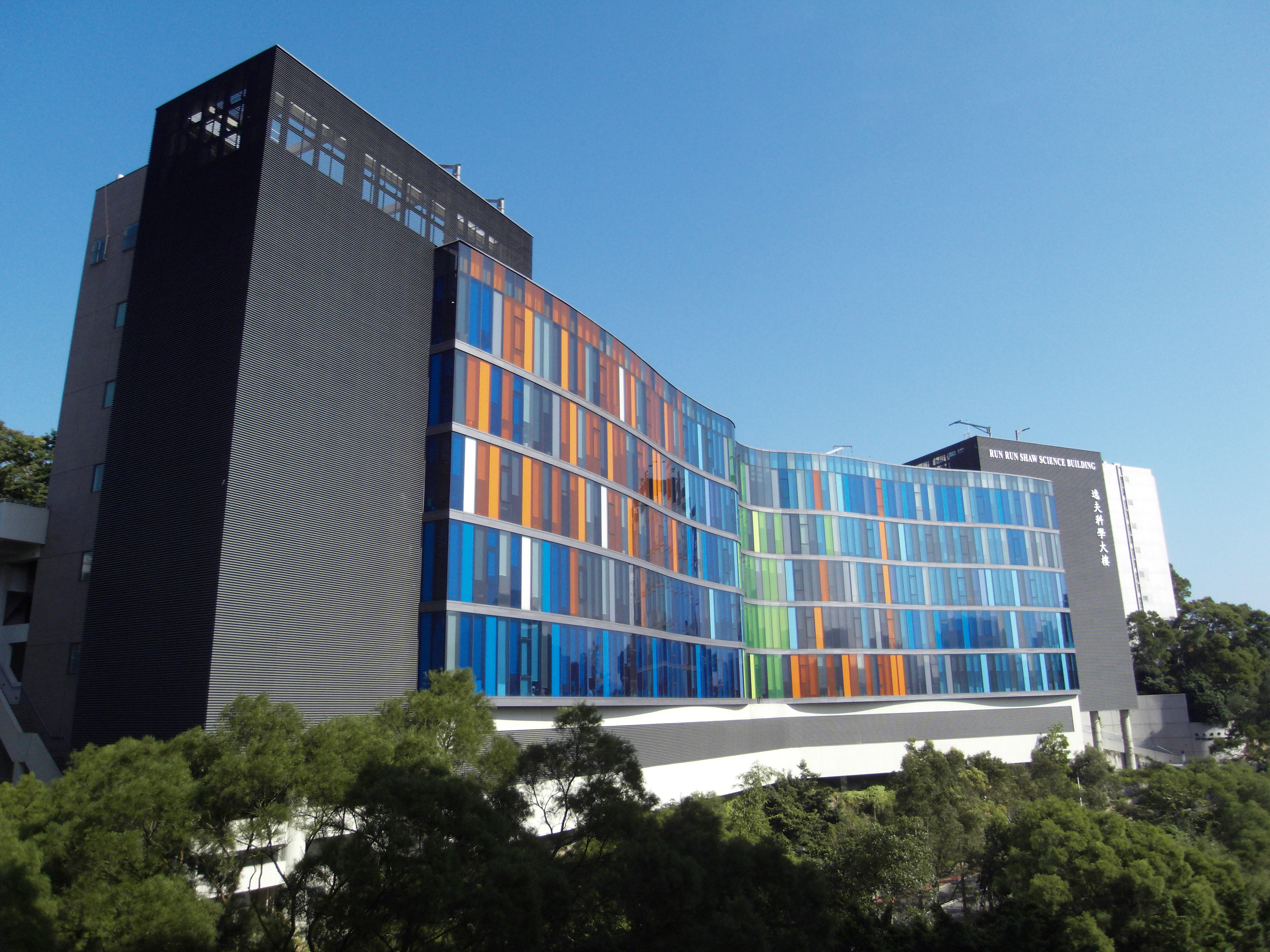
Run Run Shaw Science Building, CUHK 2011
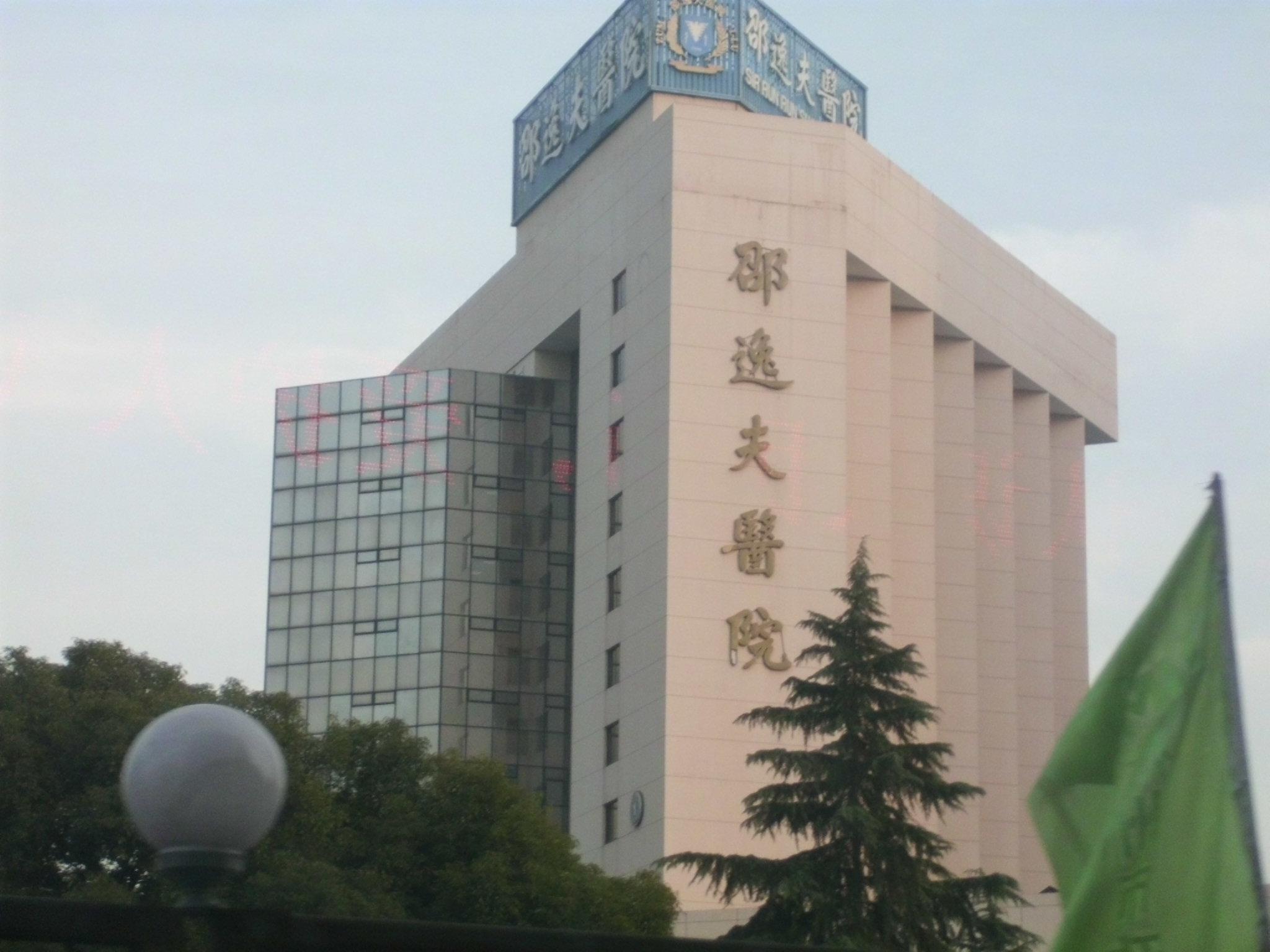
Run Run Shaw Uni-Krankenhaus, Zheda 2012
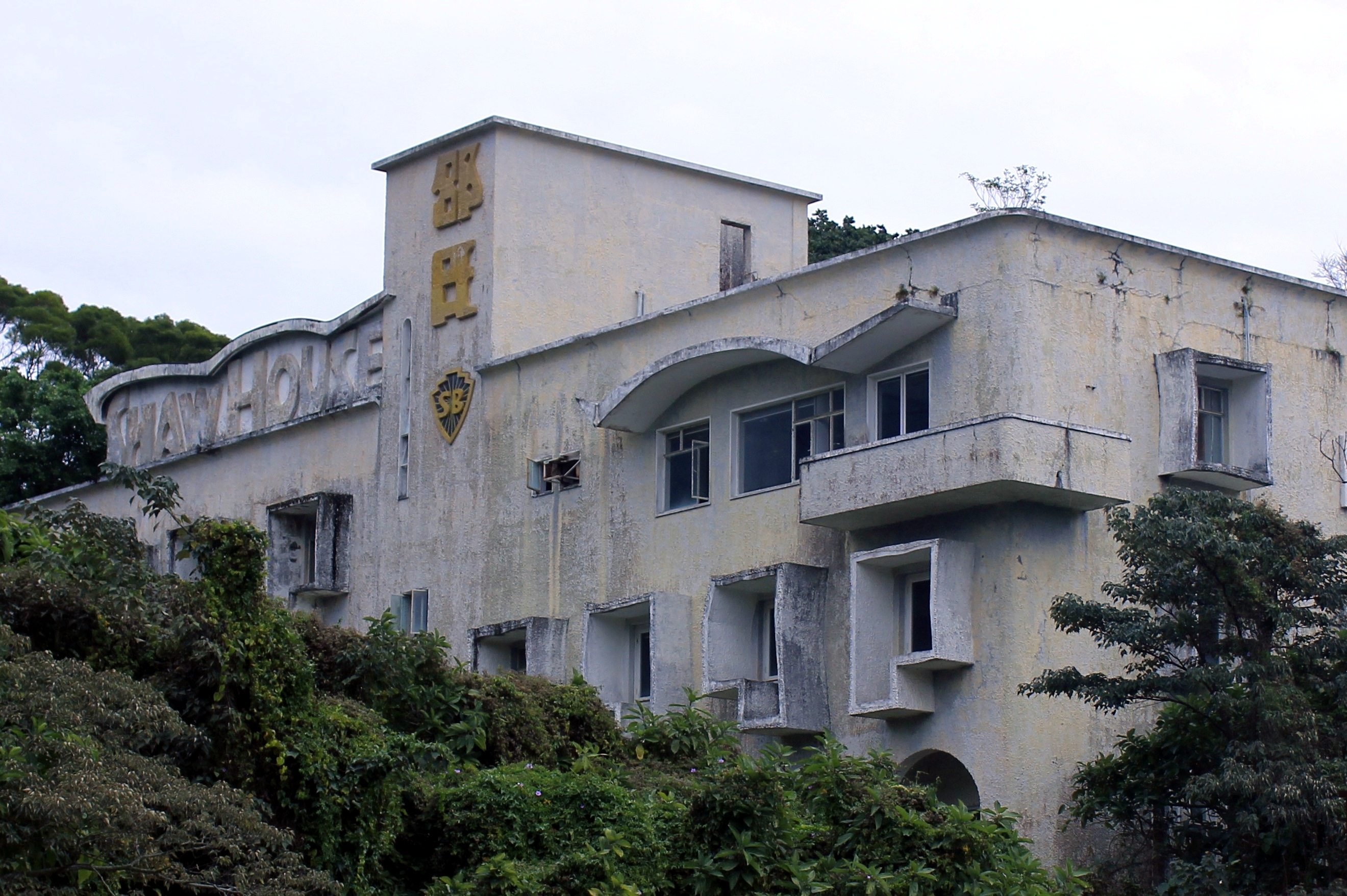
Das alte Shaw Studio[Fn 15] – Verwaltungsbau, 2020
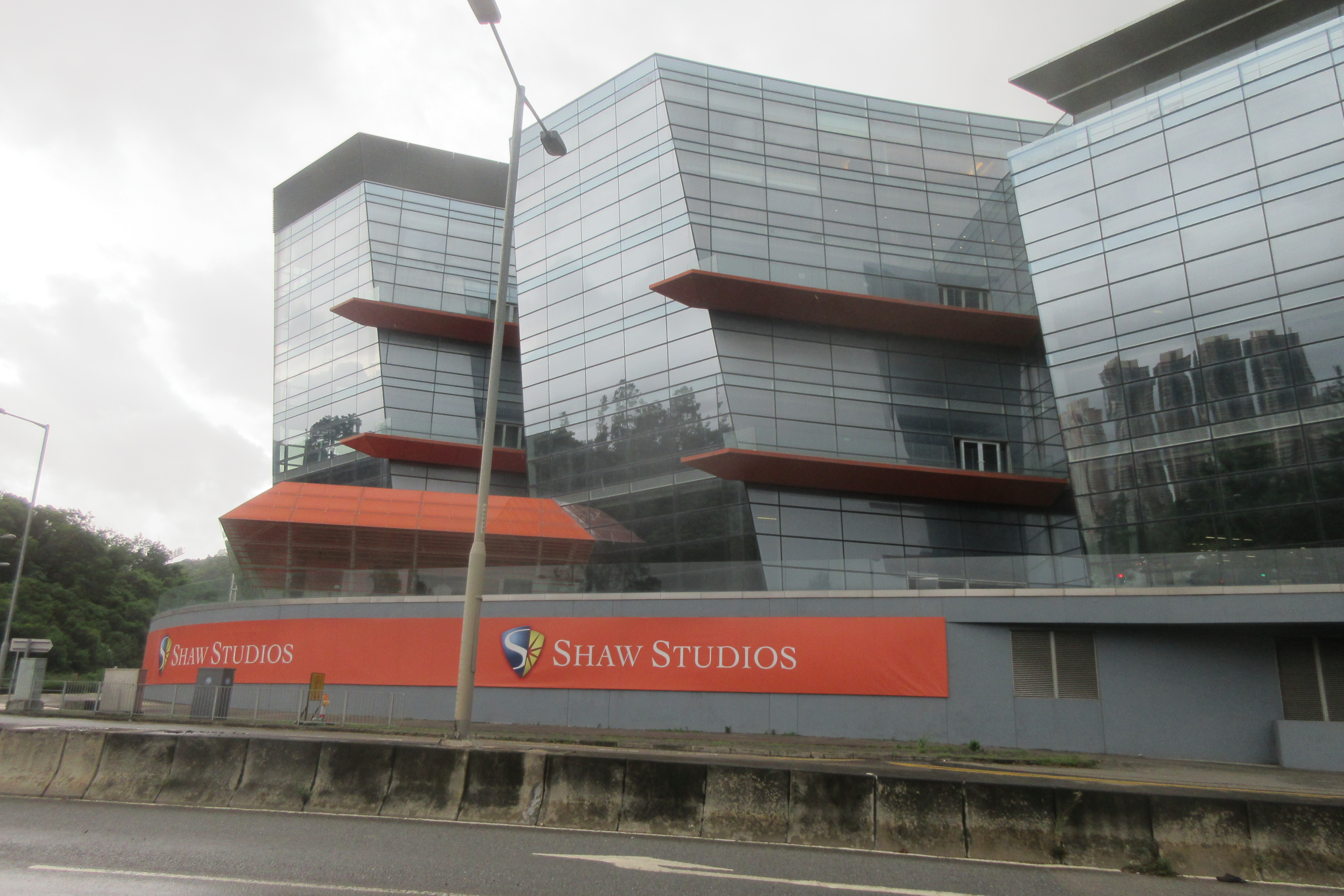
Das neue Shaw Studio[Fn 16] – Verwaltungsbau, 2019
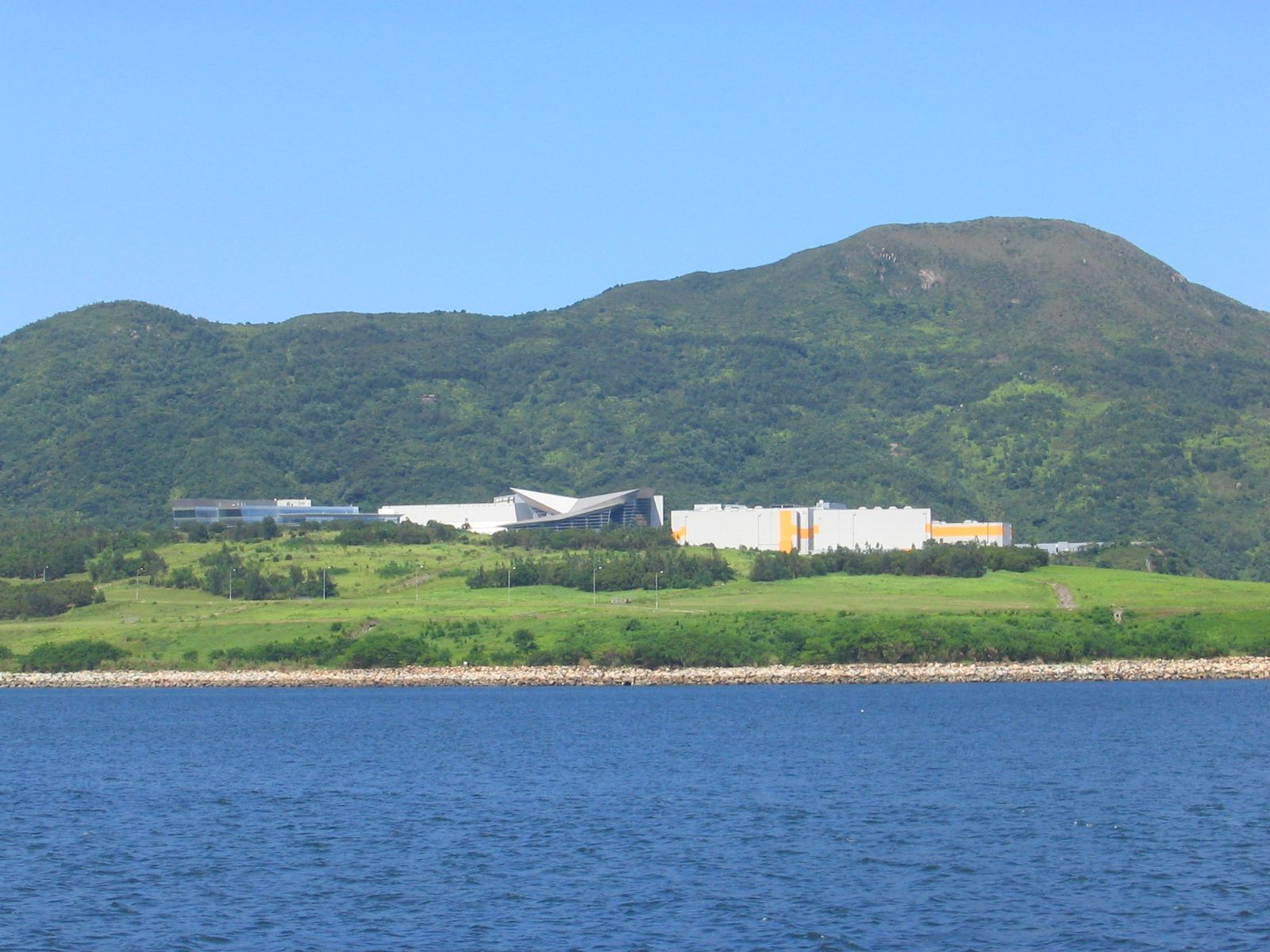
Das Neue Shaw Studio Gelände[Fn 17], 2006